# Up Park Camp
Koordinaten: 17° 59′ 38″ N, 76° 46′ 48″ W

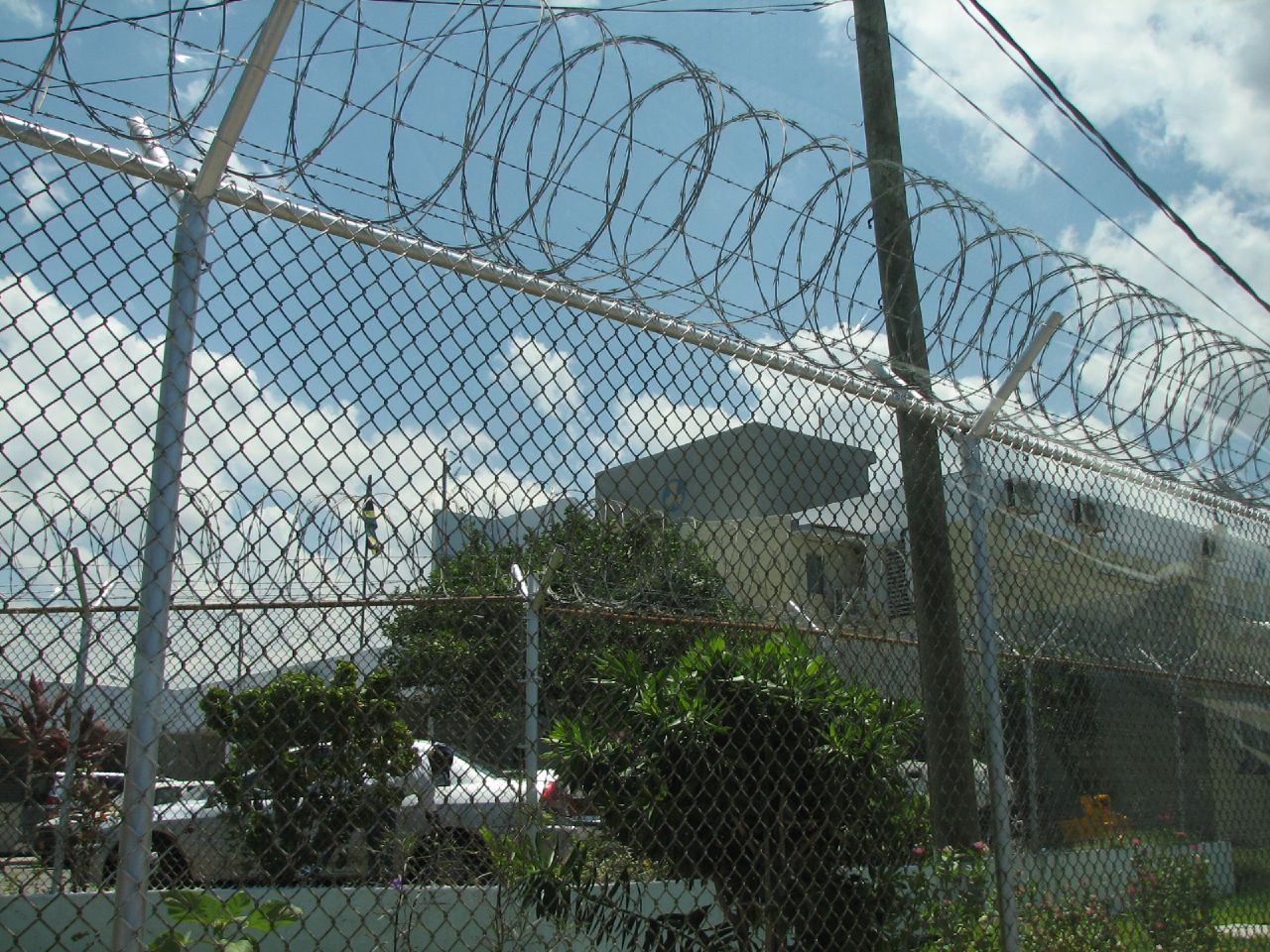
South Camp Adult Correctional Centre

Das Up Park Camp, teilweise auch Up-Park Camp geschrieben, im Herzen von Kingston war ab dem späten 18. Jahrhundert das Hauptquartier der British Army in Jamaika. Seit der Unabhängigkeit Jamaikas im Jahr 1962 ist es das Hauptquartier der Jamaica Defence Force (JDF). Das im 19. Jahrhundert erweiterte Areal beherbergte früher das West India Regiment. Auf dem Areal befinden sich auch das Militärgefängnis South Camp Adult Correctional Centre, ein Militärmuseum sowie ein militärischer Ehrenfriedhof und die Garrison Church.

## Stationierte Dienststellen/Verbände
- Jamaica Defence Force Hauptquartier
- Jamaica Defence Force Versorgungs- und Unterstützungsbataillon
- 2. und 3. Bataillon des Jamaica Regiments
- Jamaica Defence Force – Hauptquartier der Militärnachrichtenabteilung (Military Intelligence Unit – MIU)
- 1. Pionierregiment
- Stab Jamaica Defence Force Coast Guard
- Stab Jamaica Defence Force Air Wing